# Netjinska Bara
Netjinska Bara (bulgariska: Нечинска Бара) är ett vattendrag i Bulgarien.   Det ligger i regionen Montana, i den nordvästra delen av landet, 110 km norr om huvudstaden Sofia.
Trakten runt Netjinska Bara består till största delen av jordbruksmark. Runt Netjinska Bara är det ganska glesbefolkat, med 24 invånare per kvadratkilometer.